# Waco Jesus
A Waco Jesus egy amerikai death metal/pornogrind együttes.

## Története
Az együttes elődje az 1993-ban alakult Hot Stove nevű formáció volt. A Hot Stove két demót és egy EP-t adott ki, majd egy évvel később, 1994-ben nevet változtattak, így megalakult a Waco Jesus. Nevüknek nincs hivatalos jelentése, bár egy 1993-ban elkövetett gyilkosságra utal. Szövegeik témái a nőgyűlölet, az utálat, a kéj, a vérontás, a szex és az ürülék. A Waco Jesus saját stílusát "scum grind", illetve "Shit Rock" névvel illeti.

## Tagok
- Shane Bottens - ének
- Chris Sweborg - gitár, basszusgitár
- Kevin Menssen - gitár (1994-)
- Justin DiPinto - dob (2011-)

## Korábbi tagok
- Bruce Duncan - basszusgitár
- Takashi Tanaka - dob
- John Baker - dob
- Nick Null - dob (2000-ben elhunyt)[3]
- Juan Sanchez - gitár
- Brad Heller - gitár
- Dave Kibler - gitár
- Jim Howell - ének

## Diszkográfia
- The Destruction of Commercial Scum (demó, 1995)
- The Destruction of Commercial Scum (album, 1999)
- Filth (album, 2003)
- Receptive When Beaten (album, 2006)
- Live in Germany (koncert videó/split lemez, 2007)
- Sex, Drugs & Deathmetal (album, 2009)
- Tour 7" (EP, 2009)
- Mayhem Doctrine (album, 2013)